# Пулпотіо-Бареас (Нью-Мексико)
Пулпотіо-Бареас (англ. Pulpotio Bareas) — переписна місцевість (CDP) в США, в окрузі Луна штату Нью-Мексико. Населення — 153 особи (2020).

## Географія
Пулпотіо-Бареас розташоване за координатами 32°13′4″ пн. ш. 107°46′22″ зх. д. / 32.21778° пн. ш. 107.77278° зх. д. (32.217891, -107.772816).  За даними Бюро перепису населення США в 2010 році переписна місцевість мала площу 1,34 км², уся площа — суходіл.

## Демографія
Згідно з переписом 2010 року, у переписній місцевості мешкало 120 осіб у 40 домогосподарствах у складі 31 родини. Густота населення становила 90 осіб/км².  Було 50 помешкань (37/км²).
Расовий склад населення:
| - 70,8 % — білих - 24,2 % — осіб інших рас |

До двох чи більше рас належало 5,0 %. Частка іспаномовних становила 79,2 % від усіх жителів.
За віковим діапазоном населення розподілялося таким чином: 27,5 % — особи молодші 18 років, 56,7 % — особи у віці 18—64 років, 15,8 % — особи у віці 65 років та старші. Медіана віку мешканця становила 37,0 року. На 100 осіб жіночої статі у переписній місцевості припадало 126,4 чоловіків;  на 100 жінок у віці від 18 років та старших — 123,1 чоловіків також старших 18 років.
За межею бідності перебувало 16,6 % осіб, у тому числі 100,0 % дітей у віці до 18 років та 0,0 % осіб у віці 65 років та старших.
Цивільне працевлаштоване населення становило 34 особи. Основні галузі зайнятості: мистецтво, розваги та відпочинок — 100,0 %.